# フランシス・プレイス

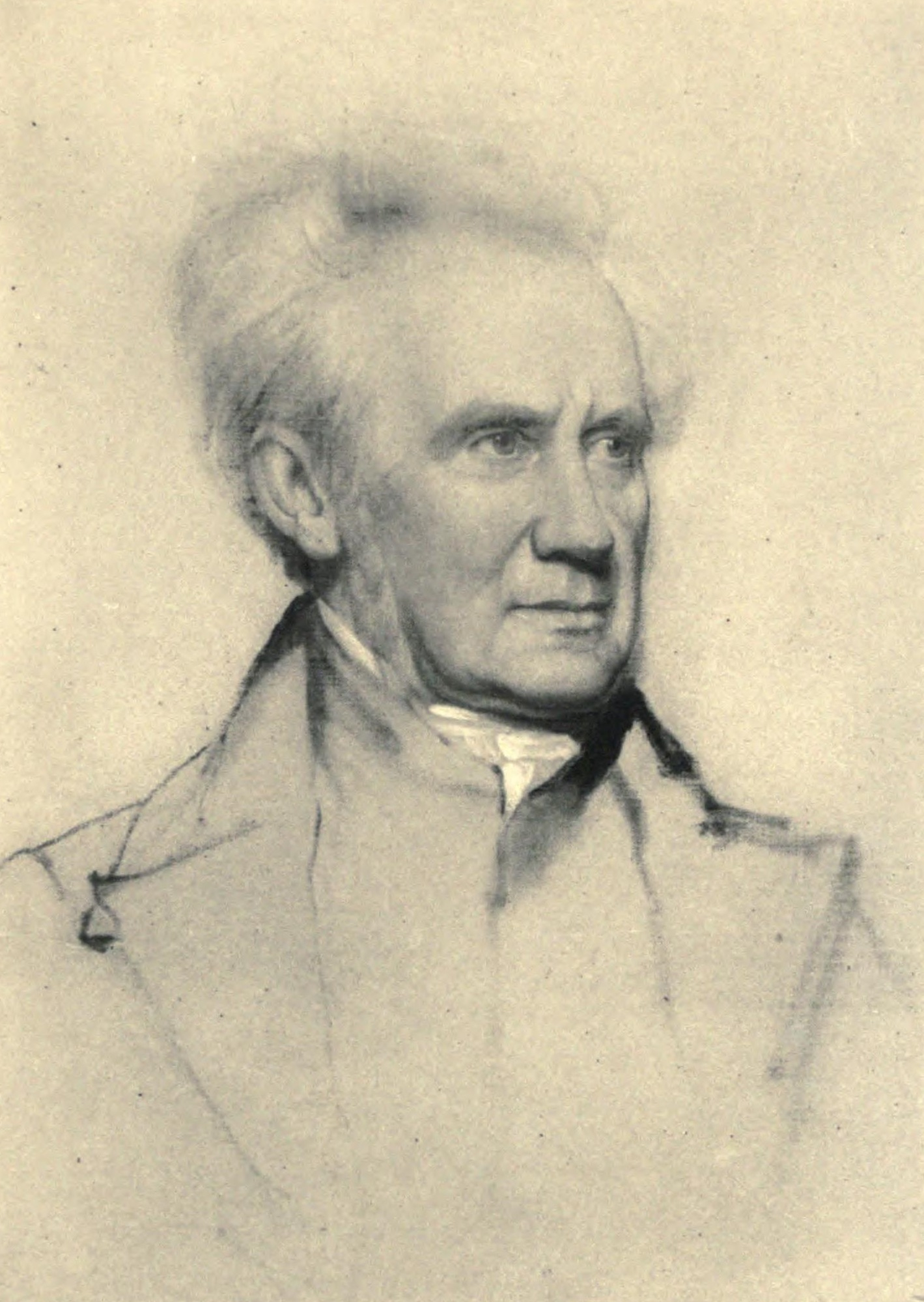
Francis Place portrait

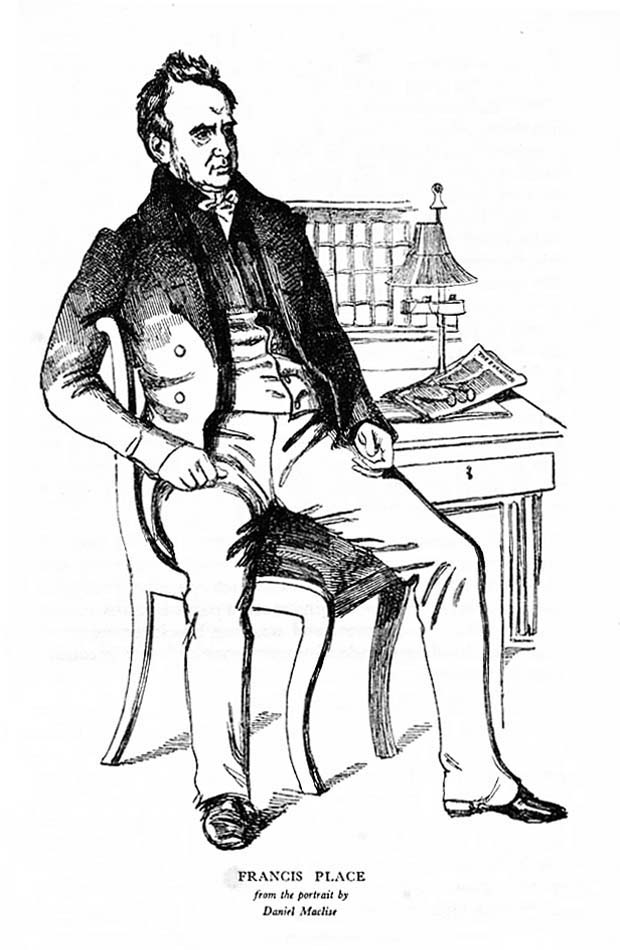
D.マクリーズによる肖像

フランシス・プレイス（Francis Place、1771年11月3日 - 1854年1月1日）は、イギリスの社会改革運動家。

## 生涯
ロンドン生まれ。父はドルリー・レーン通りの近くにある債務者用監獄の看守をしていた。10年間の学校生活の後、革ズボン製造の徒弟として奉公する。18歳のときには独立した職人となるが、1793年に起こった同業者ストライキのリーダーとなったためにロンドンでの仕事をすべて断られ、この時期にプレイスは読書と研究に専念することになった。1799年から仕立屋に転じて成功し、同時にロンドンの政治改革クラブのいくつかに所属し頭角を現す。1807年には議員候補としてフランシス・バーデットを支持し、ジェームズ・ミル父子やベンサム、ロバート・オウエン、ウィリアム・ゴドウィン、トーマス・ホジスキンなどの急進派の人々と交際するようになった。ベンサムにとってプレイスはジェームズ・ミルと同じくらい頼りになる、世俗の実務についての相談相手であった。
1817年に仕立屋を閉店して、公教育や労働者組織の運動に本格的に携わりはじめる。マルサスの『人口論』の影響を受け、1822年に『Illustrations and Proofs of the Principles of Population』を出版し、15歳以下の男女への避妊策を奨励している。これはイギリスで産児制限の組織が確立する50年も前のことである。1824－25年の議会では、団体禁止法反対闘争に加わり廃止案を通過させることに成功した。
1830年代以降の活動は目立たないが、ウィリアム・ラヴェットなどを通して初期のチャーティズム運動に関わっている。1835年から翌年にかけて、ロンドンの職工たちを政治的に組織する努力を強め、成立したばかりのロンドン労働者連盟（London Working Men's Association）の会合にも参加している。